# Wang Yuegu
Wang Yuegu (王越古S, Wáng YuègǔP; Anshan, 10 giugno 1980) è una tennistavolista singaporiana.

## Palmarès
Olimpiadi
- 2 medaglie:
  - 1 argento (squadre a Pechino 2008)
  - 1 bronzo (squadre a Londra 2012).

Mondiali
- 4 medaglie:
  - 1 oro (squadre a Mosca 2010)
  - 2 argenti (squadre a Canton 2008, squadre a Dortmund 2012)
  - 1 bronzo (doppio a Zagabria 2007).

Giochi asiatici
- 1 medaglia:
  - 1 argento (squadre a Canton 2010).

Asiatici
- 3 medaglie:
  - 2 argenti (squadre a Yangzhou 2007, squadre a Lucknow 2009)
  - 1 bronzo (doppio a Lucknow 2009).

Giochi del Commonwealth
- 2 medaglie:
  - 2 ori (doppio misto a New Delhi 2010, squadre a New Delhi 2010).

Giochi del Sud-est asiatico
- 4 medaglie:
  - 2 ori (misto doppio a Vientiane 2009, squadre a Vientiane 2009)
  - 2 argenti (singolare a Vientiane 2009, doppio a Vientiane 2009).